# Osnovna organizacija udruženog rada
Osnovna organizacija udruženog rada (OOUR), kolokvijalno OUR, bila je osnovni privredni subjekt, pravna osoba, tvrtka u socijalističkoj Jugoslaviji od 1974. do njenog raspada 1990-ih. Pored osnovnih, postojale su i složene organizacije udruženog rada, podijeljene na više osnovnih radi učinkovitijeg samoupravljanja.
U praksi, velika tvrtka bila je podijeljena na manje skupine udruženih radnika. Na primjer, jedna velika tvrtka od preko 10 000 radnika bila je podijeljena na pedesetak velikih jedinica po 200 radnika, a svaka je imala prosjek od pet radnih skupina od po 40-ak radnika.
Ovakve samoupravne tvrtke su pokušavale funkcionirati u okviru svojevrsnog tržišta. Natjecala su se u poslovanju lokalno i međunarodno. Poslovanje je sličilo onome unutar kapitalističkog sustava: tvrtke su imale odjele za oglašavanje, natjecale su se na tržištu s ciljem povećanja prihoda tvrtke. U teoriji, radnički savjeti predstavljali bi vrhovni autoritet u ovim tvrtkama, a dobit tvrtki dijelio bi se među radnicima.